# Droga krajowa B246a (Niemcy)
Droga krajowa 246a (niem. Bundesstraße 246a, B 246a) – niemiecka droga krajowa przebiegająca przez teren Niemiec z zachodu na wschód od skrzyżowania z drogą B245 w Hakenstedt do skrzyżowania z drogą B1 w Burg w Saksonii-Anhalt. Droga okala od południa Magdeburg.